# Gouvernement Knudsen II
Bratlie Halvorsen I
Le second gouvernement Knudsen est à la tête du royaume de Norvège de janvier 1913 à juin 1920.

## Composition
- Ministre d'État : Gunnar Knudsen
- Ministre des Affaires étrangères : Nils Claus Ihlen
- Ministre de l'Industrie : Johan Castberg jusqu'au 3 juin 1913
- Ministre de la Justice : Lars Abrahamsen
  - puis Andreas Urbye jusqu'au 1er mai 1917
  - puis Otto Albert Blehr
- Ministre des Affaires religieuses : Aasulv Olsen Bryggesaa jusqu'au 26 octobre 1915
  - puis Jørgen Løvland
- Ministre de la Défense : Hans Vilhelm Keilhau jusqu'au 8 août 1914
  - puis Christian Theodor Holtfodt jusqu'au 20 février 1919
  - puis Rudolf Peersen jusqu'au 17 juin 1919
  - puis Ivar Aavatsmark
- Ministre des Finances : Anton Omholt
  - Otto Albert Blehr est ministre suppléant du 23 avril au 16 juillet 1915.
  - Gunnar Knudsen est ministre suppléant à partir du 12 décembre 1919.
- Ministre de l'Emploi : Andreas Urbye jusqu'au 26 juillet 1916
  - puis Martin Olsen Nalum jusqu'au 7 mai 1920
  - puis Ole Monsen Mjelde
- Ministre des Affaires sociales : Johan Castberg du 3 juin 1913 au 21 avril 1914
  - puis Kristian Friis Petersen jusqu'au 1er octobre 1916
  - puis Lars Abrahamsen jusqu'au 20 février 1919
  - puis Paal Berg
- Ministre de l'Approvisionnement : Oddmund Jacobsøn Vik du 26 juillet 1916 au 28 novembre 1917
  - puis Birger Stuevold-Hansen jusqu'au 20 février 1919
  - puis Håkon Five
- Ministre du Ravitaillement industriel : Torolf Prytz du 30 avril 1917 au 5 juillet 1918
  - puis Nils Claus Ilhen jusqu'au 21 juillet 1918
  - puis Haakon Hauan jusqu'au 1er mai 1920